# Parc del Fòrum
Pour les articles homonymes, voir Forum.
Le Parc del Fòrum (« en français : Parc du Forum ») est un grand parc public urbain, culturel et balnéaire du nord de Barcelone. 
Populaire et touristique, il est connu pour ses édifices contemporains et ses aménagements paysagers, signés par de grands architectes internationaux, ainsi que pour les mémoriaux du camp de la Bota, en hommage aux victimes du franquisme.
Le parc est le plus important aménagement urbain créé à Barcelone après les Jeux olympiques de 1992. Il ouvre en 2004, à l'occasion du Forum universel des cultures.
Il est également célèbre pour accueillir le festival de rock Primavera Sound Festival, chaque année en juin.

## Situation et accès
Situé à la fin de l'avenue Diagonale et à l'embouchure du fleuve Besòs, le parc se situe entre le district de Sant Martí (Barcelone) et la commune de Sant Adrià de Besòs.
Le site est accessible par la ligne 4 du métro (station : El Maresme-Fòrum) et le tramway Trambesòs (arrêt : Fórum).

## Historique et présentation
Le parc est construit au début des années 2000 afin d'accueillir l'événement culturel international Forum universel des cultures de 2004.
Il s'agit alors du plus grand projet urbain de la ville de Barcelone depuis les Jeux Olympiques de 1992, un projet auquel participe notamment l'architecte Josep Antoni Acebillo i Marín.
Depuis 2007, le parc accueille le Primavera Sound Festival, au cours duquel se produisent chaque année de nombreuses vedettes et groupes de rock indépendant, au mois de juin.
L'une des particularités du parc est sa plage, sans sable, agrémentée de pontons et de barges de bronzage, créée par l'architecte paysagiste Beth Galí. Appelée « zona de banys » (en français : « zone de bains », elle est aujourd'hui considérée comme étant un modèle pour les plages urbaines n'utilisant pas le sable.

## Bâtiments et sites remarquables
- Le mémorial du Camp de la Bota, lieu de mémoire de la répression franquiste[5].
- La Zone de Bains (« Zona de Banys ») et la promenade maritime, œuvres des architectes catalans Beth Galí et Jaume Benavent (2004) ;
- L'Edifici Fòrum, œuvre iconique, en bleu marine, des architectes suisses Jacques Herzog et Pierre de Meuron (2004), qui accueille le Musée des Sciences naturelles de Barcelone depuis 2011. Le bâtiment est situé plaça Leonardo Da Vinci ;
- La plaça del Fòrum, œuvre des architectes Elies Torres i Tur et José Antonio Martínez Lapeña, qui abrite une grande plaque photovoltaïque (2004) ;
- Le CCIB-Centre de Conventions internationales, œuvre de l'architecte Josep Lluis Mateo (2004) dont la capacité est de 15.000 personnes;
- Le quartier de Diagonal-Mar, qui accueille de nombreux gratte-ciels contemporains, dont le célèbre hôtel Barcelona Princess, œuvre de l'architecte Òscar Tusquets[6].

## Œuvres d'art et mémoriaux
Le site accueille (ou a accueilli) plusieurs œuvres situées dans l'espace public, dont :
- Aquí hay tomate, installation artistique de la sculptrice Eulàlia Valldosera ;
- Passatge courenc, de Cristina Iglesias ;
- Sisena paret, de Tony Oursler ;
- Fraternitat, de Miquel Navarro ;
- Parapet aux exécutées et exécutés, mémorial du Camp de la Bota, de Francesc Abad (2019)[7].

## Galerie

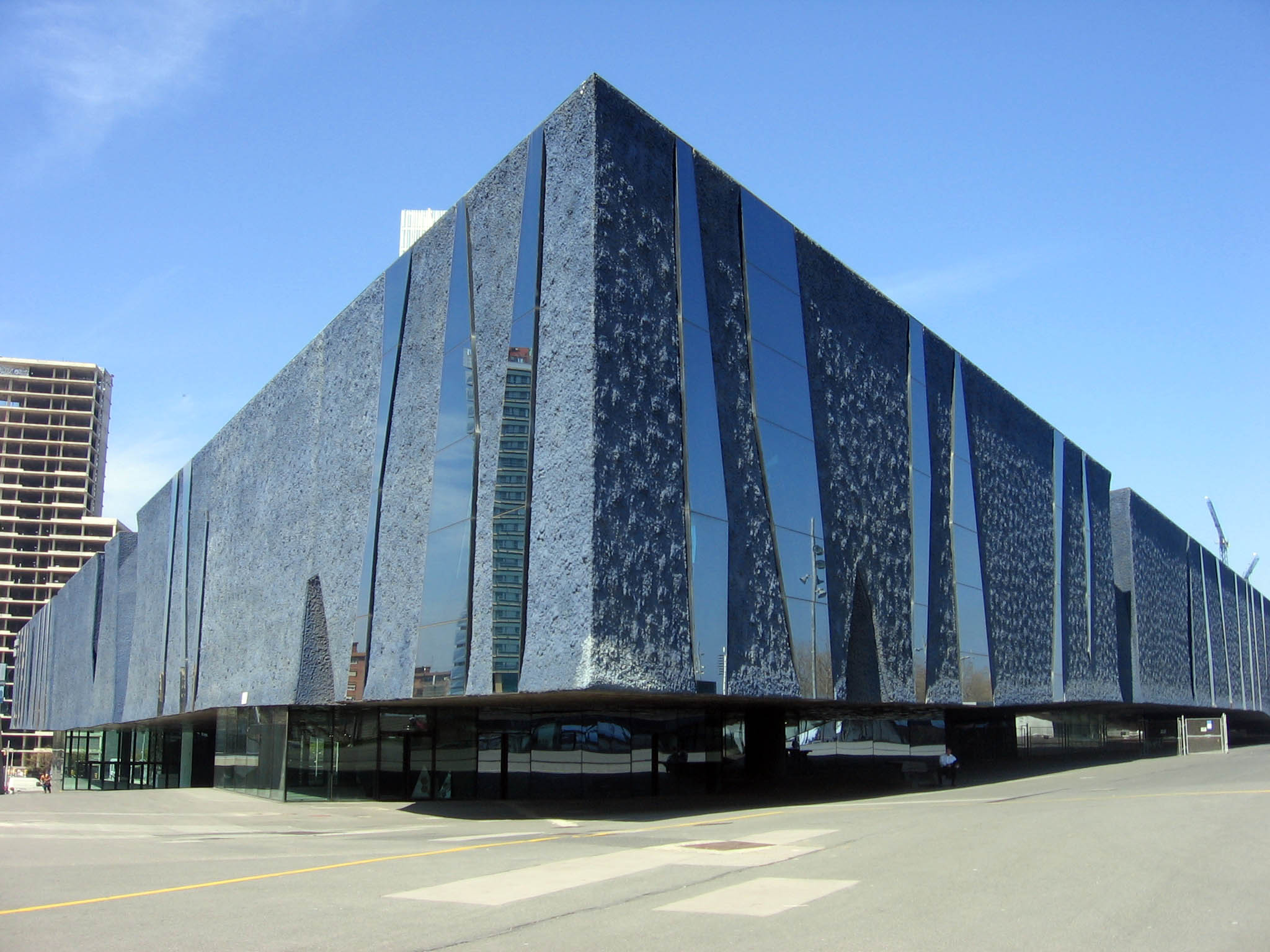
Musée des Sciences naturelles de Barcelone, de Jacques Herzog et Pierre de Meuron (Herzog & de Meuron).
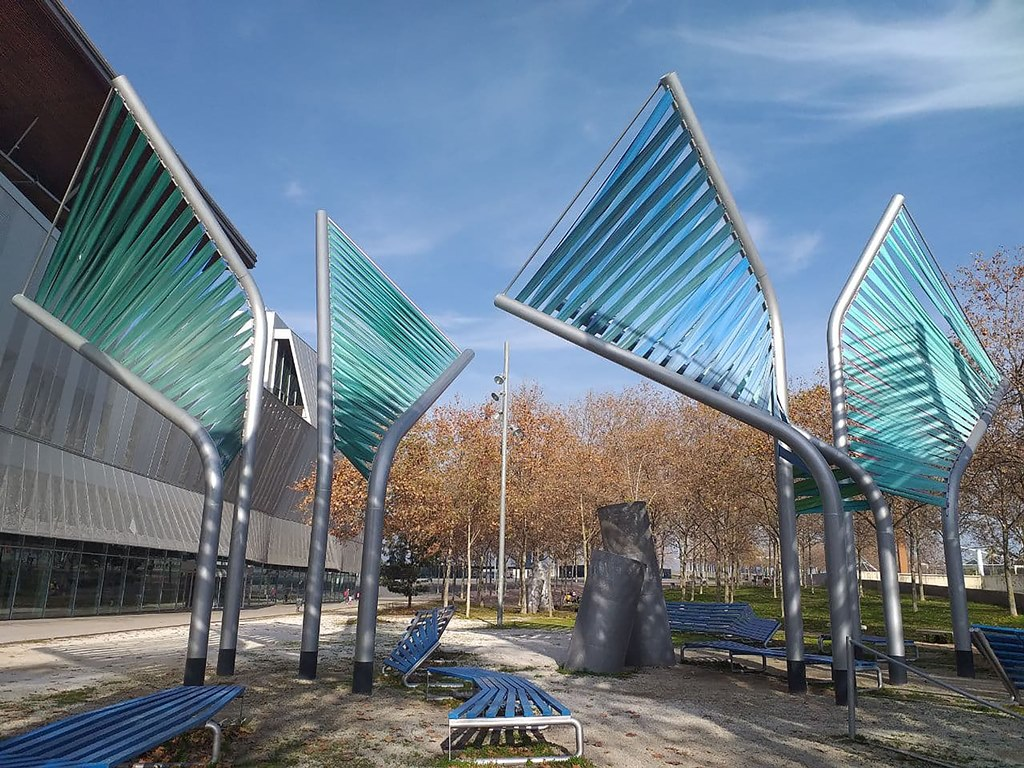
Sculptures devant le Centre de Conventions International (Centre de Convencions Internacional).
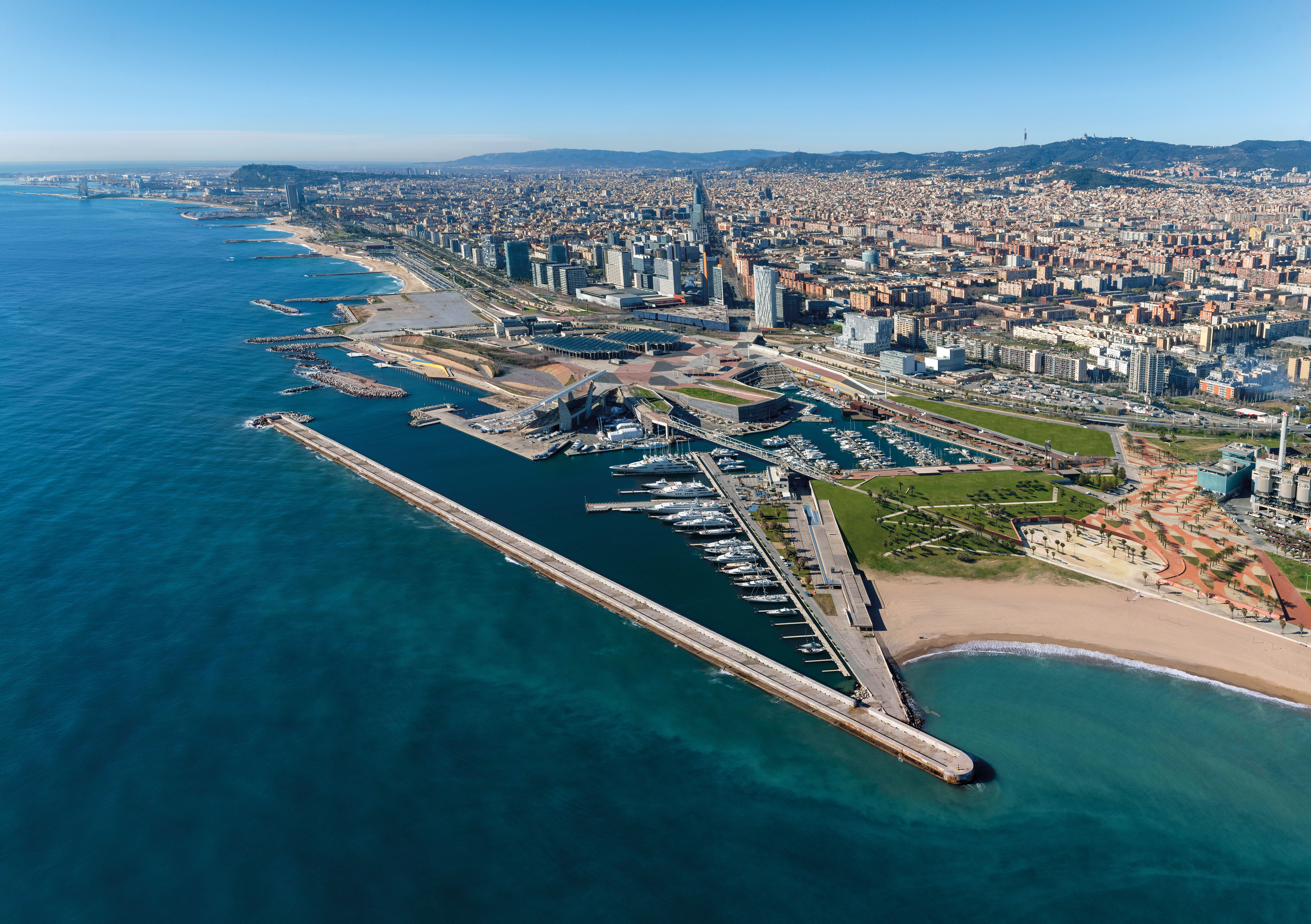
Panorama général du parc del Fòrum.
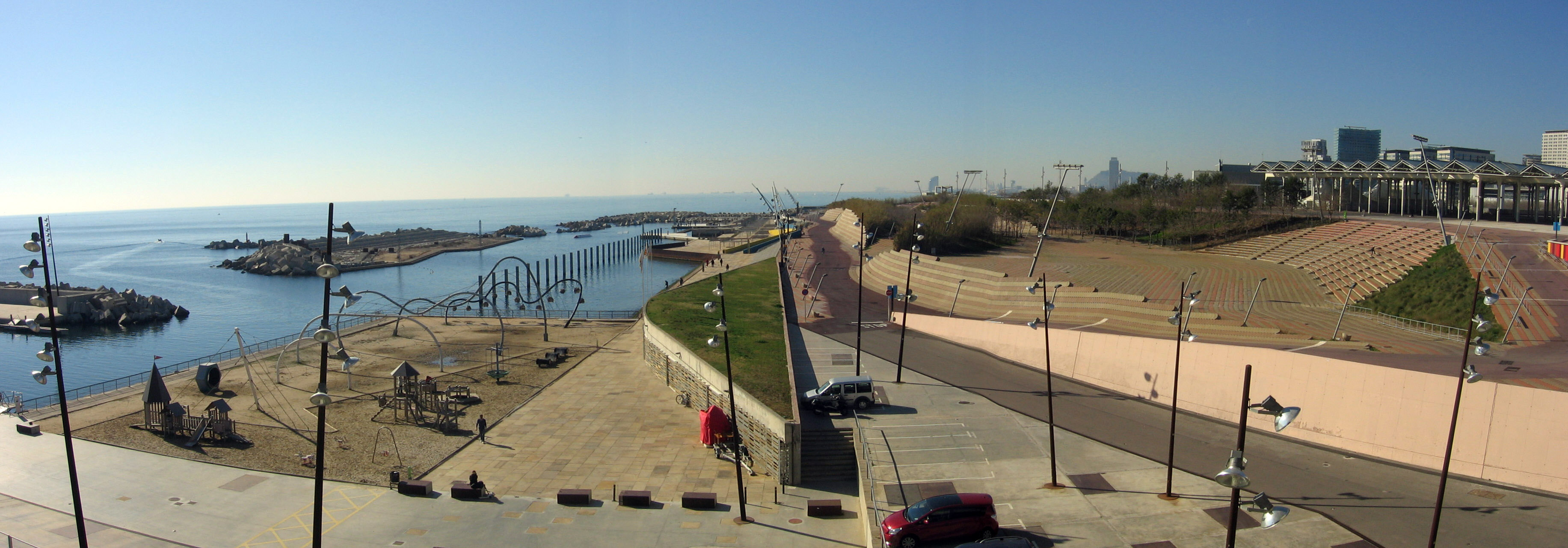
Vue générale du parc del Fòrum.
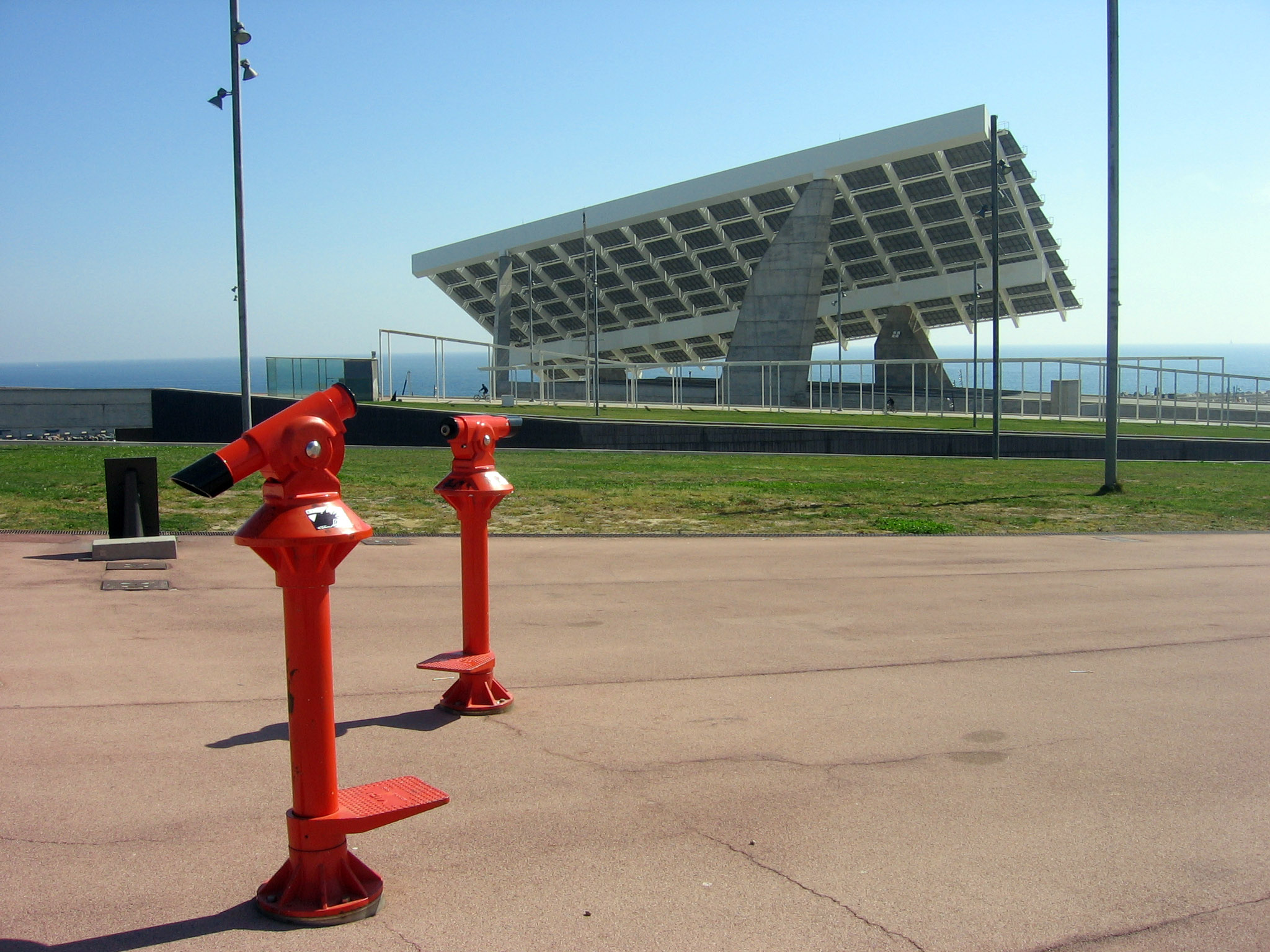
Aquí hay tomate (2004), installation artistique de Eulàlia Valldosera.
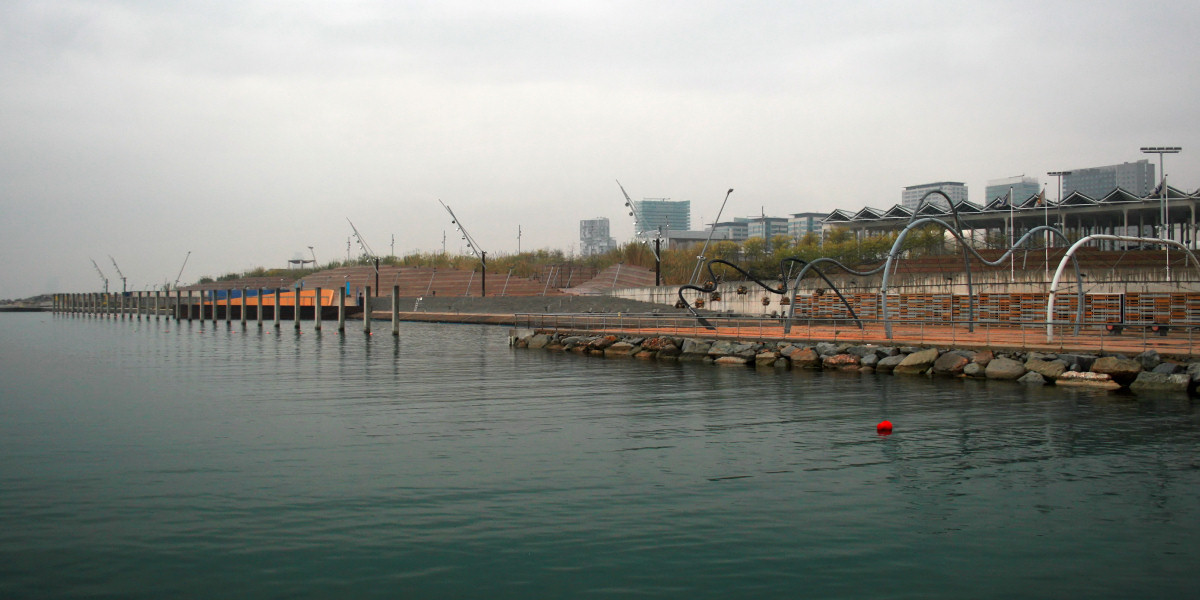
La Zona de Banys (Zone de Bains), œuvre brutaliste de l'architecte Beth Galí.
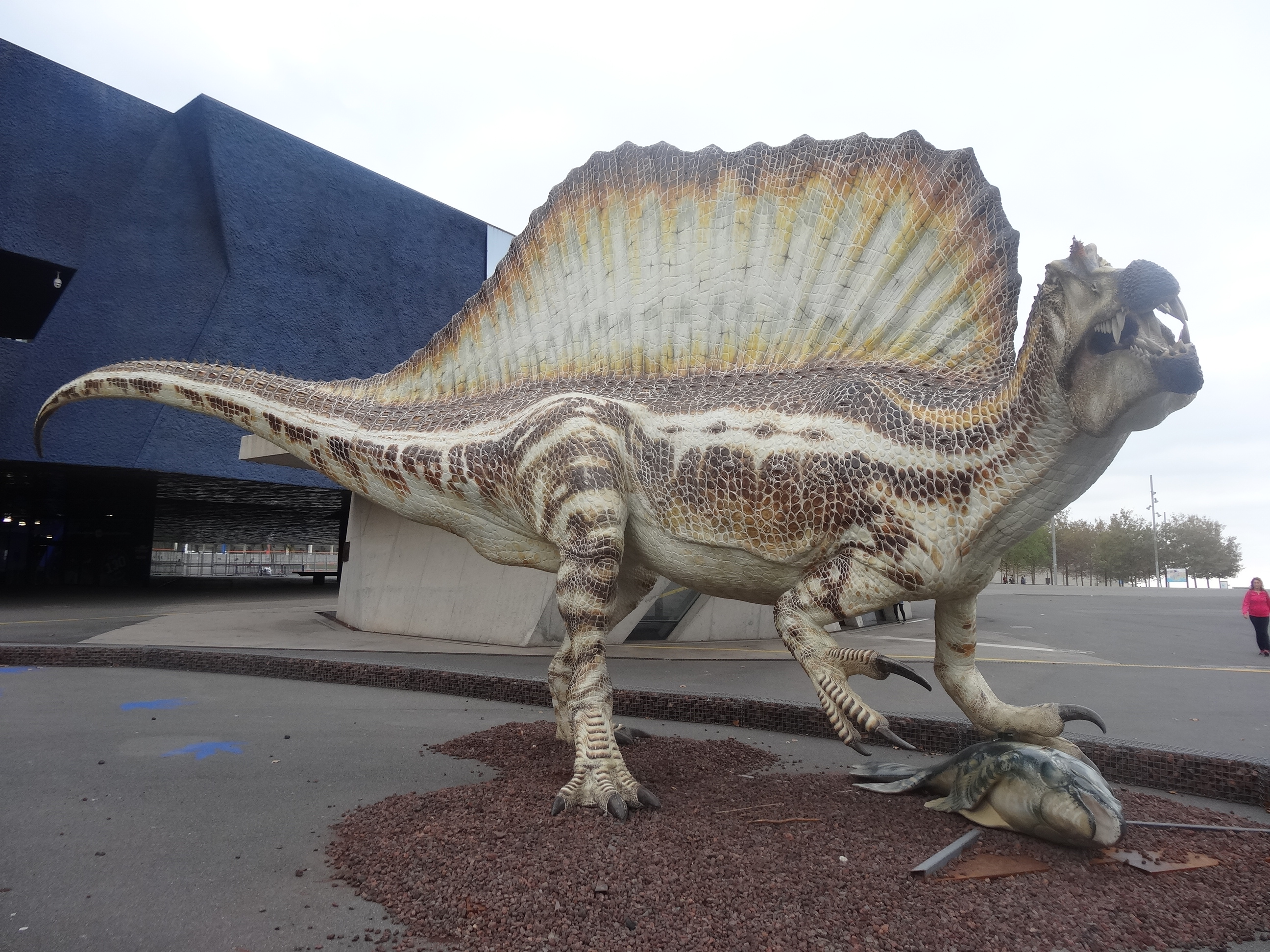
Le spinosaure du Musée des Sciences naturelles de Barcelone (Musée Bleu).
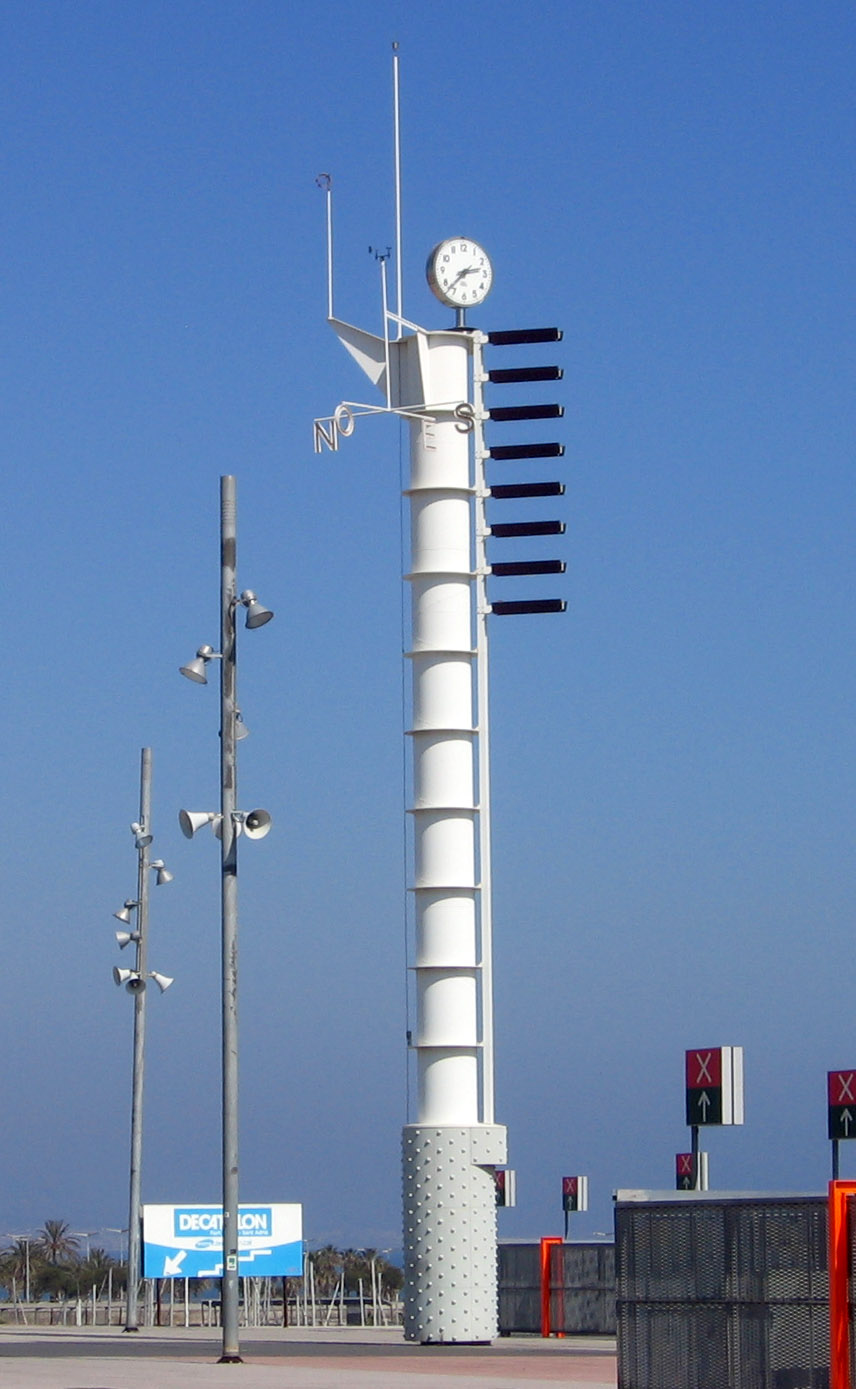
La sculpture La Xemeneia solitària (La Cheminée solitaire).
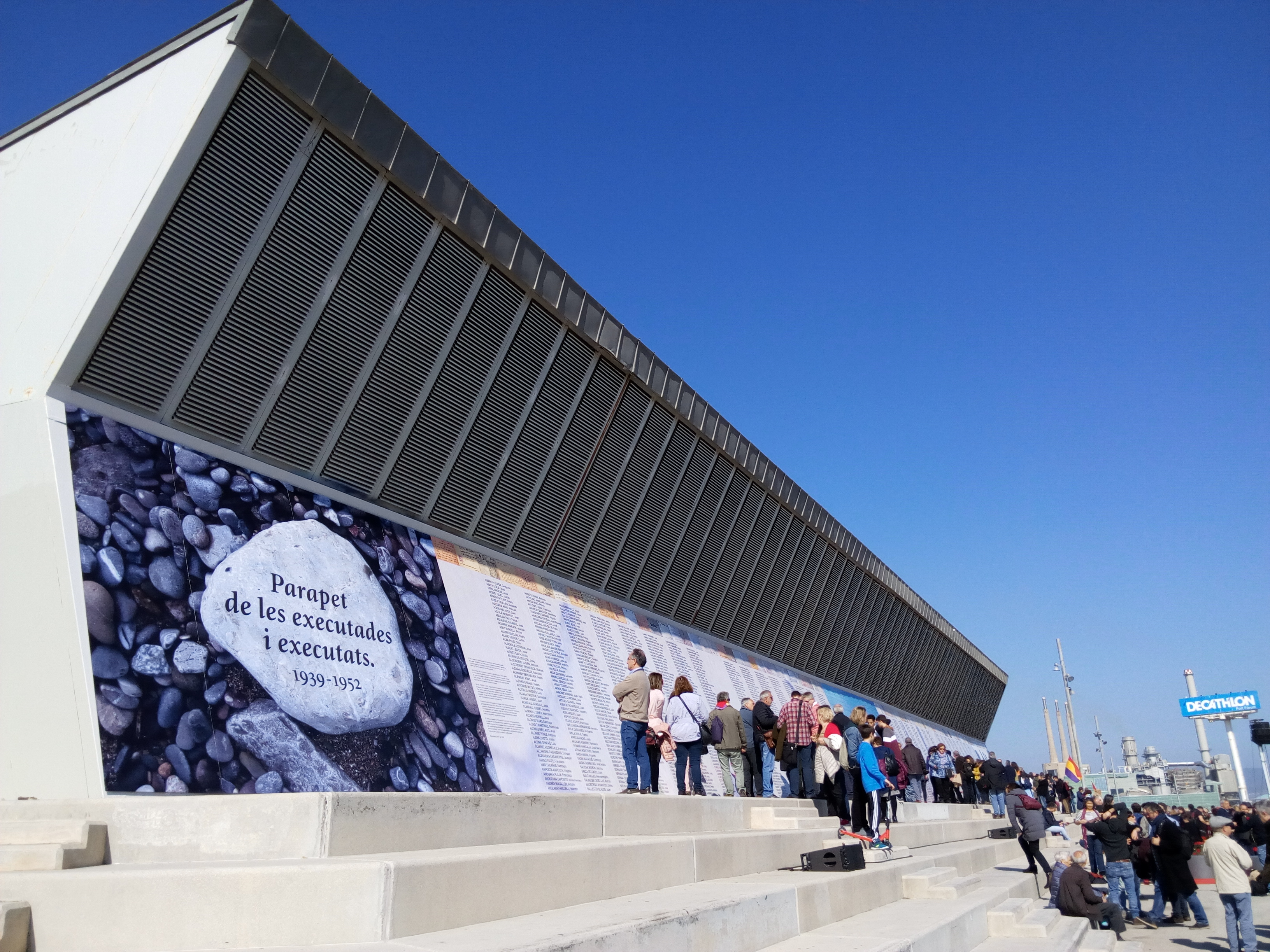
Parapet aux exécutées et exécutés, œuvre mémorielle de Francesc Abad (2019).
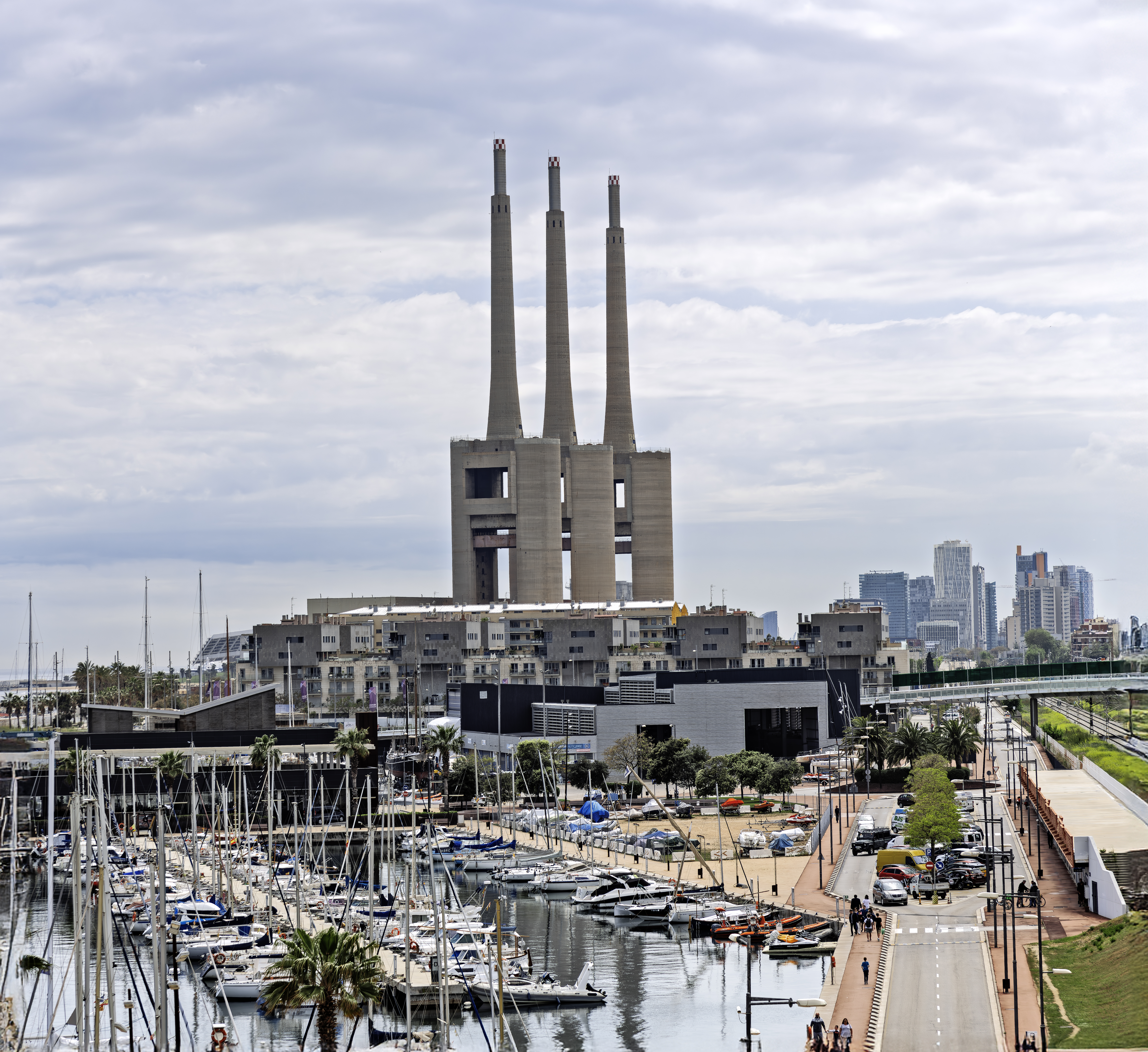
Le Port Fòrum, avec les Trois cheminées de Barcelone en arrière-plan.